# MTV Video Music Awards 2010
Die vom Musiksender MTV präsentierten MTV Video Music Awards 2010 fanden am 12. September 2010 im Nokia Theater in Los Angeles statt. Die 27. MTV Video Music Awards wurden zum ersten Mal seit 16 Jahren von einer Frau, der Komikerin Chelsea Handler, moderiert.
Lady Gaga gewann an diesem Abend die meisten Preise. Sie war 13 Mal in elf Kategorien nominiert und gewann in acht Kategorien. Anschließend verriet sie wie versprochen, wenn sie in der Kategorie „Video des Jahres“ gewinnt, den Namen ihres 2011 erschienenen Albums. Das Studioalbum heißt Born This Way, genau so wie die gleichnamige erste Single.

## Musik-Auftritte
Hauptbühne („Main Stage)“ – chronologisch gelistet
- Eminem (featuring Rihanna) – Not Afraid / Love the Way You Lie
- Justin Bieber – U Smile / Baby / Somebody to Love
- Usher – DJ Got Us Fallin’ in Love / OMG
- Florence + the Machine – Dog Days Are Over
- Taylor Swift – Innocent
- Drake (featuring Mary J. Blige und Swizz Beatz) – Fancy
- B.o.B (featuring Bruno Mars and Hayley Williams) – Nothin’ on You (Intro) / Airplanes
- Paramore – The Only Exception
- Linkin Park – The Catalyst
- Kanye West (featuring Pusha T) – Runaway

## Gewinner und Nominierte

### Video of the Year
- Lady Gaga – Bad Romance
- 30 Seconds to Mars – Kings and Queens
- B.o.B (featuring Hayley Williams) – Airplanes
- Eminem – Not Afraid
- Florence + the Machine – Dog Days Are Over
- Lady Gaga (featuring Beyoncé) – Telephone

### Best Male Video
- Eminem – Not Afraid
- B.o.B (featuring Hayley Williams) – Airplanes
- Jason Derulo – In My Head
- Drake – Find Your Love
- Usher (featuring will.i.am) – OMG

### Best Female Video
- Lady Gaga – Bad Romance
- Beyoncé (featuring Lady Gaga) – Video Phone (Extended Remix)
- Kesha – Tik Tok
- Katy Perry (featuring Snoop Dogg) – California Gurls
- Taylor Swift – Fifteen

### Best New Artist
- Justin Bieber (featuring Ludacris) – Baby
- Broken Bells – The Ghost Inside
- Jason Derulo – In My Head
- Kesha – Tik Tok
- Nicki Minaj (featuring Sean Garrett) – Massive Attack

### Best Pop Video
- Lady Gaga – Bad Romance
- Beyoncé (featuring Lady Gaga) – Video Phone (Extended Remix)
- B.o.B (featuring Bruno Mars) – Nothin’ on You
- Kesha – Tik Tok
- Katy Perry (featuring Snoop Dogg) – California Gurls

### Best Rock Video
- 30 Seconds to Mars – Kings and Queens
- Florence + the Machine – Dog Days Are Over
- MGMT – Flash Delirium
- Muse – Uprising
- Paramore – Ignorance

### Best Hip-Hop Video
- Eminem – Not Afraid
- B.o.B (featuring Hayley Williams) – Airplanes
- Drake (featuring Kanye West, Lil Wayne and Eminem) – Forever
- Jay-Z (featuring Swizz Beatz) – On to the Next One
- Kid Cudi (featuring MGMT and Ratatat) – Pursuit of Happiness

### Best Dance Video
- Lady Gaga – Bad Romance
- Cascada – Evacuate the Dancefloor
- David Guetta (featuring Akon) – Sexy Chick
- Enrique Iglesias (featuring Pitbull) – I Like It (Jersey Shore Version)
- Usher (featuring will.i.am) – OMG

### Best Collaboration
- Lady Gaga (featuring Beyoncé) – Telephone
- 3OH!3 (featuring Kesha) – My First Kiss
- Beyoncé (featuring Lady Gaga) – Video Phone (Extended Remix)
- B.o.B (featuring Hayley Williams) – Airplanes
- Jay-Z and Alicia Keys – Empire State of Mind

### Breakthrough Video
- The Black Keys – Tighten Up
- Dan Black – Symphonies
- Coldplay – Strawberry Swing
- Gorillaz (featuring Bobby Womack and Mos Def) – Stylo

### Best Direction in a Video
- Lady Gaga – Bad Romance (Director: Francis Lawrence)
- 30 Seconds to Mars – Kings and Queens (Director: Bartholomew Cubbins)
- Eminem – Not Afraid (Director: Rich Lee)
- Jay-Z & Alicia Keys – Empire State of Mind (Director: Hype Williams)
- Pink – Funhouse (Director: Dave Meyers)

### Best Choreography in a Video
- Lady Gaga – Bad Romance (Choreographer: Laurie Ann Gibson)
- Beyoncé (featuring Lady Gaga) – Video Phone (Extended Remix) (Choreographers: Frank Gatson Jr., Phlex and Bryan Tanaka)
- Lady Gaga (featuring Beyoncé) – Telephone (Choreographer: Laurie Ann Gibson)
- Janelle Monáe (featuring Big Boi) – Tightrope (Choreographers: Janelle Monáe and the Memphis Jookin Community)
- Usher (featuring will.i.am) – OMG (Choreographer: Aakomon “AJ” Jones)

### Best Special Effects in a Video
- Muse – Uprising (Special Effects: Humble TV, Sam Stephens)
- Dan Black – Symphonies (Special Effects: Corinne Bance and Axel D’Harcourt)
- Eminem – Not Afraid (Special Effects: Animaholics-VFX)
- Green Day – 21st Century Breakdown (Special Effects: Laundry)
- Lady Gaga – Bad Romance (Special Effects: Skulley Effects VFX)

### Best Art Direction in a Video
- Florence + the Machine – Dog Days Are Over (Art Directors: Louise Corcoran and Aldene Johnson)
- 30 Seconds to Mars – Kings and Queens (Art Director: Marc Benacerraf)
- Beyoncé (featuring Lady Gaga) – Video Phone (Extended Remix) (Art Director: Lenny Tso)
- Eminem – Not Afraid (Art Director: Ethan Tobman)
- Lady Gaga – Bad Romance (Art Director: Charles Infante)

### Best Editing in a Video
- Lady Gaga – Bad Romance (Editor: Jarrett Fijal)
- Eminem – Not Afraid (Editor: Ken Mowe)
- Miike Snow – Animal (Editor: Frank Macias)
- Pink – Funhouse (Editor: Chris Davis)
- Rihanna – Rude Boy (Editor: Clark Eddy)

### Best Cinematography in a Video
- Jay-Z und Alicia Keys – Empire State of Mind (Director of Photography: John Perez)
- Eminem – Not Afraid (Director of Photography: Chris Probst)
- Florence + the Machine – Dog Days Are Over (Director of Photography: Adam Frisch)
- Lady Gaga – Bad Romance (Director of Photography: Thomas Kloss)
- Mumford & Sons – Little Lion Man (Director of Photography: Ben Magahy)

### Tr3́s Latino Artist of the Year
- Aventura
- Camila
- Daddy Yankee
- Pitbull
- Shakira
- Wisin y Yandel[3]